# Carl Franz Anton Ritter von Schreibers
Carl Franz Anton Ritter von Schreibers (Pressburg, 15 agosto 1775 – Vienna, 21 maggio 1852) è stato un naturalista, zoologo e botanico austriaco originario di Pressburg, Ungheria, vissuto durante l'Impero Asburgico (oggi Bratislava, Slovacchia).
Nel 1847, un raro minerale di ferro - nichel - fosfuro (Fe, Ni, 3P) fu nominato in suo onore da Wilhelm Karl Ritter von Haidinger (1775-1871). Il minerale si trova nelle meteoriti e oggi è conosciuto come schreibersite. Come zoologo, fu il primo a condurre uno studio anatomico completo sui Proteidae, anfibi acquatici che vivevano in una caverna. Il genere vegetale Schreibersia (sinonimo di Augusta, famiglia delle Rubiaceae) è stato nominato in suo onore da Johann Baptist Emanuel Pohl.

## Biografia
Ha conseguito il dottorato in medicina all'università di Vienna nel 1798, ma ha anche studiato botanica , mineralogia e zoologia. Per un breve periodo di tempo assistette suo zio, Joseph Ludwig von Schreibers, e fare pratica medica a Vienna. Da giovane, ha anche visitato diversi musei di tutta l'Europa. Nel 1802 fu assistente di storia naturale e scienze agrarie all'Università di Vienna . Nel 1806 fu nominato direttore delle collezioni di storia naturale viennese, che divenne il lavoro della sua vita.
Schreibers è stato coinvolto in tutti gli aspetti delle scienze naturali e ha intrapreso una revisione organizzativa totale delle collezioni di storia naturale del museo. Durante la sua carriera di direttore, la dimensione della biblioteca del museo è cresciuta da pochi libri scientifici a una raccolta di oltre 30.000 volumi. Qui, ha conservati i risultati del suo lavoro di ricerca personale, nonché una raccolta di meteoriti - il principale interesse dello studio di Schreibers. Il 31 ottobre 1848 alcune parti delle collezioni del museo furono distrutte da un incendio durante il bombardamento dei rivoluzionari viennesi da parte dell'esercito imperiale austriaco. Schreiber devastato per la perdita si ritirò poco dopo. Fortunatamente la sua collezione di meteoriti si è stata salvata dalla distruzione.
Gli schreiber sono commemorati con nomi scientifici di due specie di lucertole del Nuovo Mondo: la Cercosaura schreibersii e Leiocephalus schreibersii. Nei foraminiferi (zool. protozoi con guscio dotato di fori) si ricorda un foraminifero della famiglia miliolide chiamato Adelosina schreibersi.